# Fontcouverte (Aude)
Fontcouverte – miejscowość i gmina we Francji, w regionie Oksytania, w departamencie Aude.
Według danych na rok 1990 gminę zamieszkiwały 333 osoby, a gęstość zaludnienia wynosiła 33 osoby/km² (wśród 1545 gmin Langwedocji-Roussillon Fontcouverte plasuje się na 606. miejscu pod względem liczby ludności, natomiast pod względem powierzchni na miejscu 753.).